# Shang Zhen
Dans ce nom chinois, le nom de famille, Shang, précède le nom personnel Zhen.
Shang Zhen (chinois : 商震 ; pinyin : Shāng Zhèn), né en 1887 et décédé en 1978, est un général du Kuomintang.

## Biographie
Gouverneur de la province du Suiyuan en 1927 et 1928, il est président du Hebei et commandant de la garnison de Pékin-Tianjin en 1928 et 1929 après le succès de l'expédition du Nord et la réunification chinoise de 1928. De 1929 à 1930, durant la guerre des plaines centrales, il est président de la province du Shanxi. En 1931, il devient commandant de la 4e armée. De 1931 à 1935, il commande la 32e armée et défait l'armée anti-japonaise populaire du Cháhāěr près de Pékin en octobre 1933. En 1935, il est de nouveau nommé président de la province du Hebei. La même année, il devient président du Henan jusqu'en 1937 et le déclenchement de la seconde guerre sino-japonaise.
Il est, durant la guerre, commandant du 20e groupe d'armées de l'armée nationale révolutionnaire de 1937 à 1941, en même temps que commandant du 38e corps jusqu'en 1938. En 1939, il est nommé vice-commandant en chef de la 9e zone de guerre puis vice-commandant en chef de la 6e zone de guerre. En 1940, il devient commandant en chef de la 6e zone de guerre.

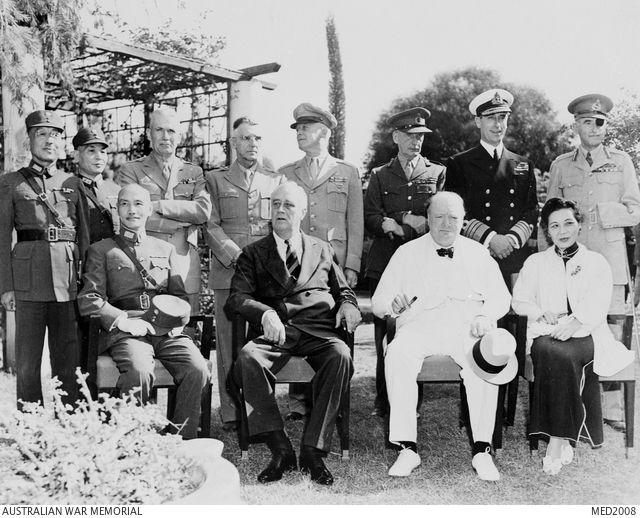
Lors de la Conférence du Caire de 1943 avec Churchill, Roosvelt et Tchang Kaï-chek.

Après plusieurs postes sur le champ de bataille, il est directeur du bureau principal de la commission des affaires militaires de 1940 à 1944. En 1941, il reçoit la fonction supplémentaire de directeur du bureau des Affaires étrangères jusqu'en 1944. Il est l'attaché militaire chinois à Washington D.C. jusqu'à la fin de la guerre. Après sa démission, il s'établit au Japon.
Après le repli du parti nationaliste à Taïwan, Tchang Kaï-tchek lui demande de rejoindre son gouvernement à plusieurs reprises, mais il refuse. En 1974 et 1975, Shang Zhen rencontre Zhou Enlai, Ye Jianying et Zhu De en République populaire de Chine.
Le 15 mai 1978 décède à Tokyo des suites d'une longue maladie. Sa dépouille est rapatriée en Chine populaire et est inhumée au cimetière révolutionnaire du Mont Huit-trésors à Pékin.